# Jerce

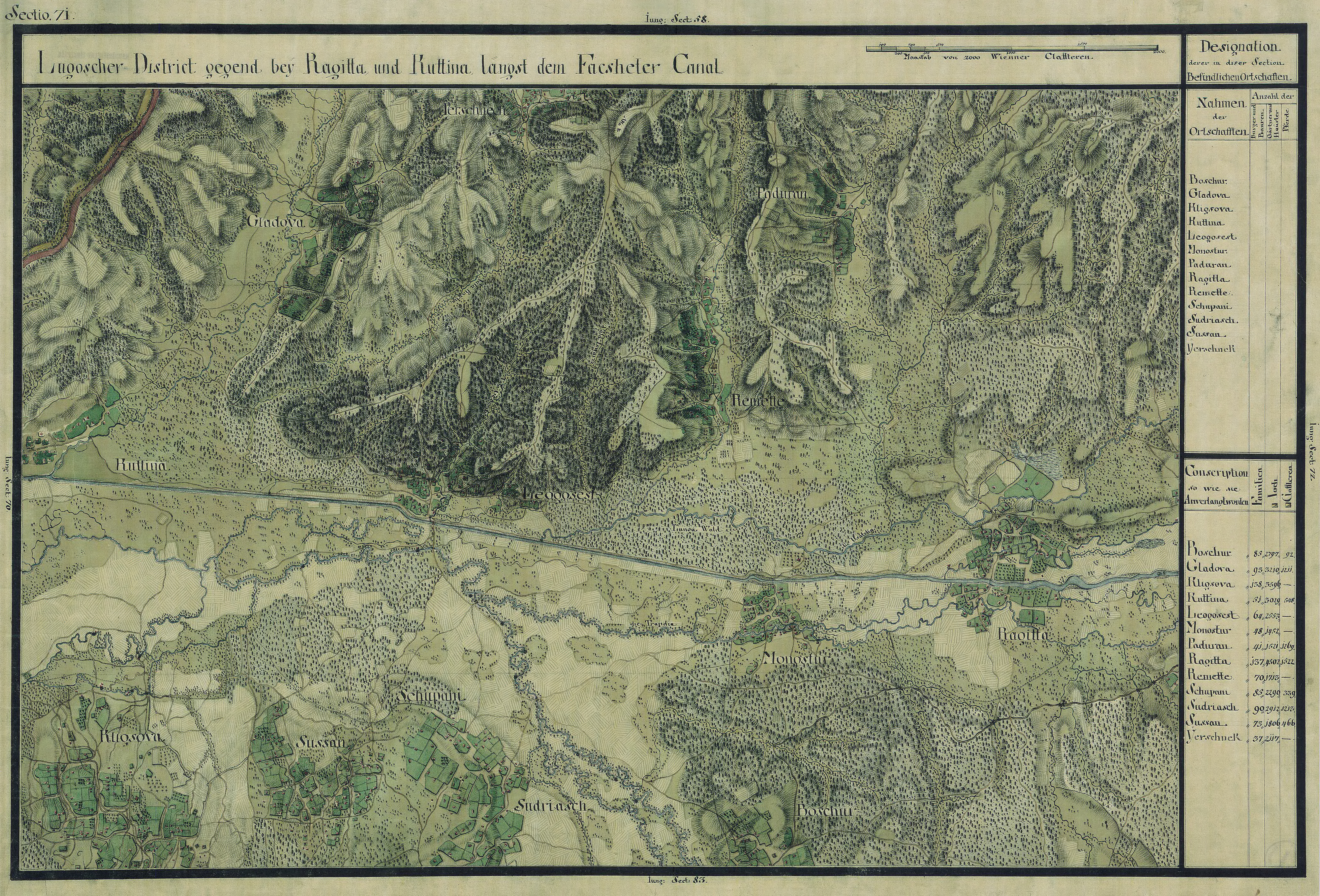
Jerce egy régi térképen

Jerce románul: Ierșnic, falu Romániában, a Bánságban, Temes megyében.

## Fekvése
Lugostól északkeletre fekvő település.

## Története
Jerce nevét 1454-ben említette először oklevél. Ekkor már 3 ilyen nevű település; Alsó Jerczenik, Kezepsew Jerczenik, Felsew Jerczenik is állt egymás közelében és Suggya tartozékai közt volt felsorolva. 1723-ban Jerschek, 1785-ben Jernik, 1799-ben Jernyik, 1808-ban Jersnik, 1888-ban Jerzsnik, 1913-ban Jerce néven említették.
1851-ben Fényes Elek írta a településről: „Jersnik, oláh falu, Krassó vármegyében, Facsethez 1 1/2 órányira: 5 katholikus, 378 óhitű lakossal, s anyatemplommal. Bírja a kamara.”
A trianoni békeszerződés előtt Krassó-Szörény vármegye Bégai járásához tartozott.
1910-ben 573 román lakosa volt.